# Craterul Goyder

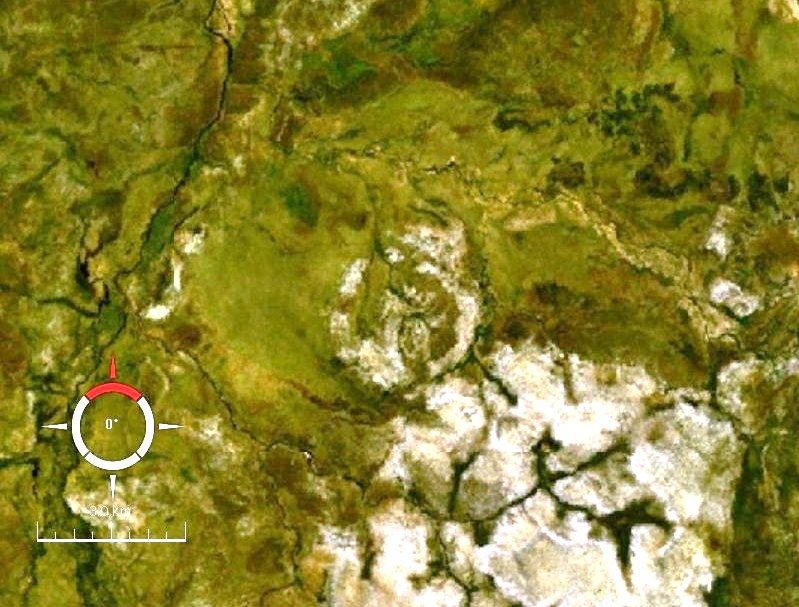
Imagine Landsat a Craterului Goyder.

Goyder este un crater de impact meteoritic situat în Peninsula Arnhem, Teritoriul de Nord, Australia.

## Date generale
Acesta are un diametru de aproximativ 3 kilometri și are vârsta estimată la 1325 milioane de ani (Mijlocul Mezoproterozoicului). Accesul la acest crater este extrem de dificil.